# 钱旺镇
钱旺镇，是中华人民共和国河北省廊坊市香河县下辖的一个乡镇级行政单位。
2013年，河北省民政厅批复同意撤销钱旺乡，设立钱旺镇，镇人民政府驻钱旺村青年路31号。

## 行政区划
钱旺镇下辖以下地区：
大河各庄村、成自务村、焦康庄村、田贾庄村、后大街村、马房顶村、姜吴街村、东马家窝村、大六王庄村、义井村、钱旺村、刘庄村、西大街村、和平街村、大高坨村、土堡子村、元庄村、付各庄村、小六王庄村、袁官屯村和达古庄村。